# Casa Vicenç Ferrer Bataller
La Casa Vicenç Ferrer Bataller és una obra eclèctica de Begur (Baix Empordà) inclosa a l'Inventari del Patrimoni Arquitectònic de Catalunya.

## Descripció
Edifici de planta en "L" de PB i pis pel costat del carrer i d'una planta més pel costat del jardí (soterrani). La façana del carrer se separa per formar un petit entrant que es tanca per mur on es potencia l'entrada per una porta de forja. Aquest pati dona lloc a la porta d'accés i a 2 finestres compostes simètricament (són de llinda planera) i que es repeteixen a la planta pis, però transformant-se en portes d'un balcó en forma d'"U" i que arriba fons el nivell del carrer (la barana és de forja). Aquesta façana es clou amb un ràfec aguantat per mènsules i barana de balustres amb un gran escut central. Tota la façana està decorada amb motius florals geomètrics. Les façanes laterals fan de mitgeres. La façana posterior dona a uns horts-jardins. Al carrer del jardí hi ha un desnivell que guanya la casa en una planta. La façana és totalment llisa i composta amb 3 obertures de balcó per planta i simètricament disposades. A la PB sobresurt un balcó continu que connecta amb la galeria, adossada a la part dreta i que forma l'"L". Aquest balcó forma un porxo en arcs, que s'uneixen amb els de la galeria, en planta soterrani. La galeria és de dues plantes i està orientada a oest. Té 5 arcuacions a cada planta d'arcs carpanells que s'uneixen a les columnes cilíndriques per uns capitells florals. En el primer pis s'uneix al balcó de la casa i la barana és de balustres. El tester de la galeria té una finestra de llinda planera. La galeria es clou amb un terrat planer i que dona lloc a una terrassa per la casa. Té barana de balustres. Els fusts de la galeria estan pintats de color blau. La façana està arrebossada formant esgrafiats de pedres. El teulat és de teula àrab i a dues aigües. El jardí dona al Camí de Mar i té escala per desnivell.

## Història
Segons el portal de forja: V.F.B (inicials) i data, "1887".
Segons data de primer pis (damunt del balcó), "1892".
Casa feta després de la tornada de Cuba.